# بارت هال
بارت هال هو لاعب كرة قدم أمريكية ولاعب كرة قدم كندية كندي، ولد في 13 فبراير 1969 في فانكوفر في كندا.